# NGC 2554
NGC 2554 è una vasta galassia lenticolare situata nella costellazione del Cancro, a una distanza di circa 211 milioni di anni luce dalla nostra Via Lattea.

## Scoperta
La galassia è stata scoperta il 28 febbraio 1785 dall'astronomo britannico di origine tedesca William Herschel.

## Descrizione
NGC 2554 presenta una larga riga a 21 cm dell'idrogeno neutro.
Data la sua luminosità superficiale pari a 14,21, NGC 2554 può essere classificata come una galassia a bassa luminosità superficiale (nella letteratura in lingua inglese abbreviata in LSB, acronimo di Low Surface Brightness). Le galassie LSB sono galassie di tipo diffuso (D) con una luminosità superficiale inferiore di almeno una magnitudine a quella del cielo notturno circostante.

## Supernova
Il 28 novembre 2013, all'interno di NGC 2554 è stata scoperta la supernova SN 2013gq da Blanchard, Zheng, Cenko et al. nel corso del programma LOSS (Lick Observatory Supernova Search) dell'Osservatorio Lick. La supernova è stata classificata di tipo Ia.

## Gruppo di NGC 2554
NGC 2554 è la più vasta e la più luminosa di un gruppo di galassie che comprende almeno 6 membri e che porta il suo nome. Le altre galassie del Gruppo di NGC 2554 sono IC 2248, IC 2269, UGC 4299, UGC 4304 e MCG 4-20-34.